# Thomas F. Bayard
Thomas Francis Bayard (Wilmington, 29 ottobre 1828 – Dedham, 28 settembre 1898) è stato un politico e avvocato statunitense.

## Biografia
Fu il trentesimo segretario di Stato degli Stati Uniti sotto il presidente degli Stati Uniti d'America Grover Cleveland (22º presidente). Suo padre era il senatore James A. Bayard Jr. (figlio di un altro senatore James A. Bayard) e Anne Francis. Studiò legge lavorando poi con il padre, fu amico di William Shippen. Ebbe due mogli, la prima Louise Lee, sposata nel 1856 morì nel 1886, mentre la seconda Mary W. Clymer la sposò nel 1889.
Nato nel Delaware da una famiglia importante, Bayard ha imparato la politica da suo padre, James A. Bayard Jr. , che ha prestato servizio anche al Senato. Nel 1869, la legislatura del Delaware elesse Bayard al Senato dopo il pensionamento di suo padre. Democratico pacifista durante la guerra civile, Bayard trascorse i suoi primi anni al Senato in opposizione alle politiche repubblicane, in particolare alla ricostruzione della Confederazione sconfitta. Il suo conservatorismo si estese alle questioni finanziarie quando divenne noto come un convinto sostenitore del gold standard e un oppositore dei greenback e delle monete d'argento, che riteneva avrebbero causato inflazione. La politica conservatrice di Bayard lo rese popolare nel Sud e con interessi finanziari orientali, ma mai abbastanza popolare da ottenere la nomination democratica per il Presidente, nomination che tentò di ottenere nel 1876, nel 1880 e nel 1884.
Partecipò in particolare alle elezioni presidenziali del 1880 come candidato del Partito Democratico; il loro congresso svoltosi a Cincinnati (Ohio) vide la nomina del Generale della Guerra Civile Winfield Scott Hancock grazie a 705 voti dei delegati, secondo arrivò lo stesso Thomas Francis Bayard con 154 voti. Altri candidati furono Samuel Jackson Randall (129), Henry B. Payne (81), Allen Granberry Thurman (69), Stephen Johnson Field (66).
Nel 1885, il presidente Cleveland nominò Bayard segretario di Stato. Bayard lavorò con Cleveland per promuovere il commercio americano nel Pacifico evitando l'acquisizione di colonie in un momento in cui molti americani le chiedevano a gran voce. Cercò una maggiore cooperazione con la Gran Bretagna, lavorando per risolvere le controversie sui diritti di pesca e caccia alle foche nelle acque intorno al confine Canada-Stati Uniti. Come ambasciatore, Bayard ha continuato a lottare per l'amicizia anglo-americana. Ciò lo portò in conflitto con il suo successore al Dipartimento di Stato, Richard Olney, quando Olney e Cleveland richiesero delle aperture diplomatiche più aggressive di quelle che Bayard desiderò nella crisi venezuelana del 1895. Il suo mandato all'ambasciata americana terminò nel 1897 e morì l'anno seguente.